# دماء ورمال (فلم)
دماء ورمال (بالإنجليزية: Blood and Sand) هو فيلم دراما تم إنتاجه في الولايات المتحدة وصدر في سنة 1941. الفيلم من كتابة فيثينتي بلاسكو إيبانييث.

## بطولة
- ريتا هيوارث
- أنتوني كوين

### ترشيحات وجوائز
| السنة | الحدث  | الفئة              | النتيجة  |
| ----- | ------ | ------------------ | -------- |
|       | أوسكار | أفضل تصوير سينمائي | فـــــوز |

## وصلات خارجية
- مقالات تستعمل روابط فنية بلا صلة مع ويكي بيانات